# Abacetus mateui
Abacetus mateui là một loài bọ chân chạy thuộc phân họ Pterostichinae. Loài này được Straneo mô tả lần đầu năm 1959 và được tìm thấy ở Guinea Xích Đạo.